# Irricana
Irricana is een plaats (town) in de Canadese provincie Alberta en telt 1243 inwoners (2006).

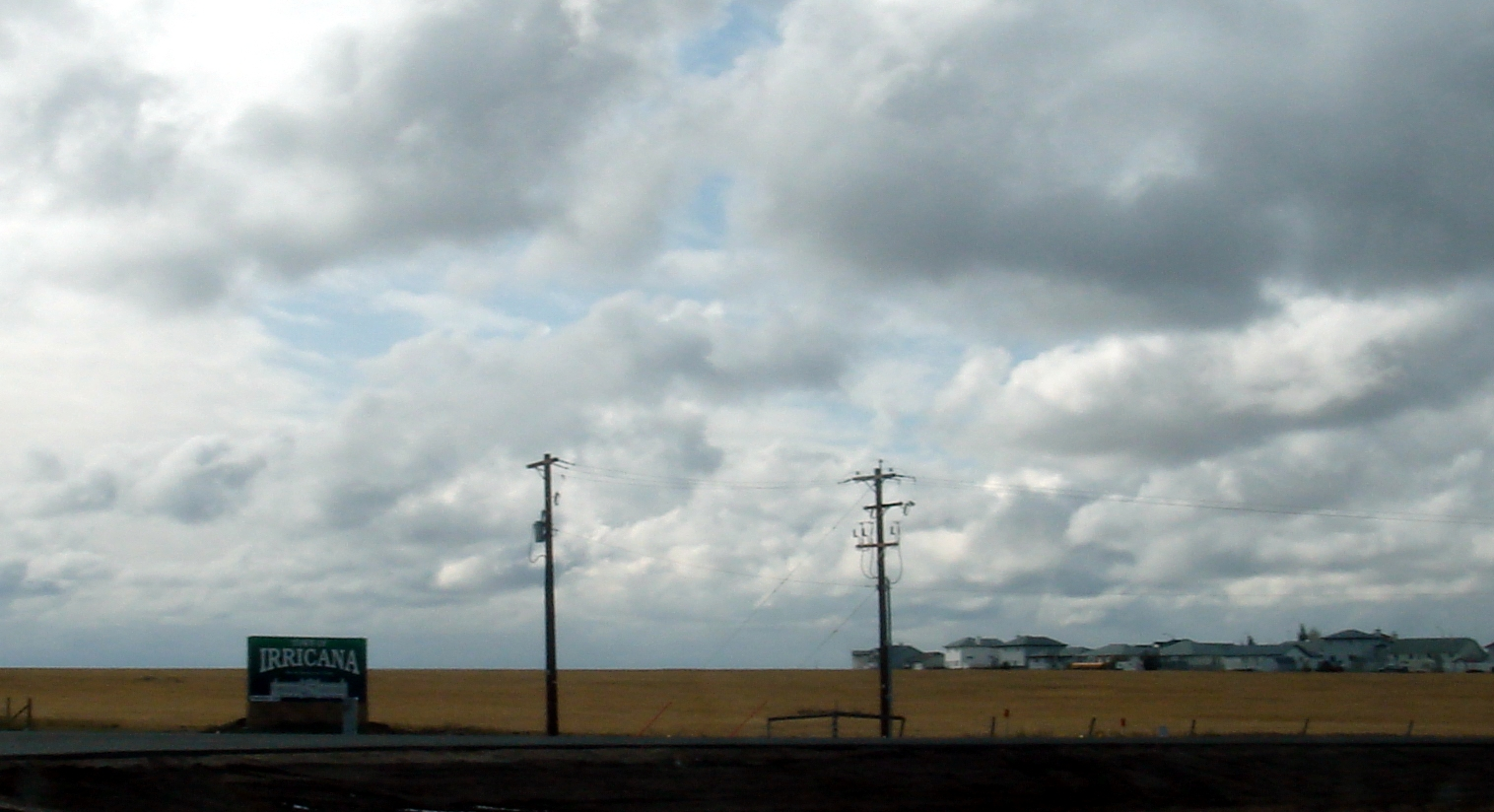
Irricana